# 电影公司列表

## 制片公司

### 美國

#### “北美五大”
- 華特迪士尼影業集團（Walt Disney Studios）
  - 華特迪士尼影業（Walt Disney Pictures）
    - 華特迪士尼動畫工作室（Walt Disney Animation Studios）
    - 皮克斯動畫工作室（Pixar Animation Studios）

  - 漫威影業（Marvel Studios）
  - 盧卡斯影業（Lucasfilm Ltd.）
  - 二十世紀影業（20th Century Studios）
    - 藍天工作室（Blue Sky Studios）

  - 探照燈影業（Searchlight Pictures）
- 華納兄弟探索（Warner Bros. Discovery, Inc.）
  - 華納兄弟影業（Warner Bros. Pictures）
    - 華納動畫集團（Warner Animation Group）

  - 新線影業（New Line Cinema）
  - 城堡石娛樂（Castle Rock Entertainment）
- NBC環球娛樂集團（NBCUniversal）
  - 環球影業（Universal Pictures）
    - 照明娱乐（Illumination Entertainment）
    - 夢工場動畫（DreamWorks Animation）

  - 焦點影業（Focus Features）
  - 安培林合夥人（Amblin Partners）
    - 安培林娛樂（Amblin Entertainment）
    - 夢工廠影業（DreamWorks Pictures）
- 派拉蒙全球（Paramount Global）
  - 派拉蒙影業（Paramount Pictures）
    - 派拉蒙動畫（Paramount Animation）

  - 尼克影業（Nickelodeon Movie）
- 索尼影業娛樂集團（Sony Pictures Entertainment）
  - 哥倫比亞影業（Columbia Pictures）
    - 索尼動畫影業（Sony Pictures Animation）

  - 三星影業（TriStar Pictures）
  - 索尼經典（Sony Classics）
  - 銀幕寶石影業（Screen Gems）

#### 其他電影工作室
- 亞馬遜米高梅工作室（Amazon MGM Studios）
  - 米高梅影業（Metro-Goldwyn-Mayer）
  - 洋蔥影業（Onion Pictures）
- 獅門娛樂集團（Lionsgate Entertainment）
  - 獅門影業（Lionsgate Pictures）
  - 頂峰娛樂（Summit Entertainment）
- 米拉麦克斯（Miramax）
- STX影業（STX Films）
- A24影業（A24）
- Netflix原創電影（Netflix Original Movies）

### 南韓
- 秀宝（Show Box）

### 澳洲
- 威秀（Village Roadshow）

### 法國
- 欧罗巴影业（Europa Corp.）

### 俄羅斯
- 莫斯科電影製片廠（Мосфильм）

### 中國大陸
- 电影工作室（Film Workshop Ltd.）
- 墨臣艾禾里製片（Merchant Ivory Productions）
- 傳奇影業 (Legendary)

### 台灣
- 紅豆製作
- 普拉嘉國際
- 果子電影 FB （页面存档备份，存于） 部落格
- 汯呄霖電影
- 翻滾男孩電影
- 甜蜜生活
- 影視堂
- 吉光電影
- 張作驥電影[1]
- 李啟源電影[1]
- 延平影業[1]
- 稻田電影工作室有限公司(王小棣、黃黎明)官方網站 （页面存档备份，存于）
- 影一製作
- 七日印象 FB （页面存档备份，存于）
- 一期一會 FB （页面存档备份，存于）

## 發行公司

### 美國
- 华特迪士尼影業集團
  - 华特迪士尼影片 （Walt Disnry Pictures）
  - 卢卡斯影业 （Lucasfilm Ltd.）
  - 漫威影业（Marvel Studios）
  - 二十世紀影業（20th Century Studios）
  - 探照燈影業（Seaechlight Pictures）
- 華納兄弟探索
  - 华纳兄弟影业（Warner Bros.）
    - 华纳独立影片公司（Warner Independent Pictures）

  - 新线影业（New Line Cinema）
  - 城堡岩（CastleRock）
- 索尼影视娱乐（Sony Picture Entertainment Corporation）
  - 索尼经典影片 (Sony Pictures Classics)
  - 哥倫比亞影業公司 (Columbia Pictures Industries Inc.)
  - 三星電影公司 (TriStar Pictures Inc.)
- 康卡斯特
  - NBC环球（NBCUniversal）
    - 环球影片（Universal）
- 派拉蒙全球
  - 派拉蒙電影公司（Paramount）
    - 派拉蒙经典（Paramount Classics）
- 亞馬遜米高梅工作室
  - 聯美發行（United Artists Releasing）

### 法國
- 法国高蒙（Gaumont）
- 欧罗巴影业（Europa Corp.）

### 澳洲
- 威秀（Village Roadshow）

### 德國
- 康斯坦丁電影（Constantin Film）

### 中国大陆
- 中影集团
- 华夏电影
- 上影集团
- 长影集团
- 騰訊影業

### 台灣
- 聚財匯實業有限公司
- 蘿琳凱斯演藝媒體影業公司
- 中央電影公司
- 台灣電影公司
- 大唐國際娛樂股份有限公司
- 龍祥國際多媒體
- 群體工作室
- 汯呄霖電影
- 中環娛樂
- 青睞影視
- 三和娛樂 官網
- 原子映像
- 群星瑞智
- 前景娛樂
- 想亮影藝
- 鼎立娛樂
- 三映電影
- 威像電影
- 一條龍虎豹
- 七霞電影
- 東擎影業
- 紅色製作所
- 長宏電影
- 先豐國際
- 巨黑傳播

### 日本
- 松竹
- 東映
- 東寶
- 日活
- 角川映畫

### 韓國
- 秀宝（Show Box）